# Tom Welling
Thomas John Patrick Welling, ameriški igralec, * 26. april 1977, New York.
Na Slovenskem je Welling znan po vlogi Clarka Kenta iz televizijske serije Smallville.